# Krottenbach (Nürnberg)
Krottenbach ist ein Stadtteil der kreisfreien Stadt Nürnberg und hat zusammen mit Mühlhof 2.356 Einwohner. Zusammen mit Gerasmühle, Lohhof, Mühlhof und Holzheim bildet der Distrikt 552 Krottenbach den statistischen Bezirk 55 (Krottenbach, Mühlhof) und gehört zum Nürnberger PLZ-Bezirk 90453.

## Lage
Krottenbach liegt am Südwestrand des Stadtgebiets von Nürnberg. Die Nachbarstadtteile Lohhof und Gerasmühle (im Norden) und Mühlhof und Holzheim (im Süden) sind neben Krottenbach die einzigen Stadtteile Nürnbergs, deren Gebiet hauptsächlich westlich der Rednitz liegt. Östlich der Rednitz liegt der Stadtteil Reichelsdorf. Jenseits der Nürnberger Stadtgrenze im Nordwesten und Westen schließen sich das Stadtgebiet von Stein und das Gemeindegebiet von Rohr an.

## Geschichte
Der Ort wurde 1267 als „Crotenbach“ erstmals urkundlich erwähnt.
Gegen Ende des 18. Jahrhunderts bestand Krottenbach aus 14 Anwesen. Das Hochgericht übte das brandenburg-ansbachische Oberamt Schwabach aus. Der Nordteil des Ortes wurde vom Richteramt Roßtal des Oberamtes Cadolzburg beansprucht. Die Dorf- und Gemeindeherrschaft hatten das Klarenamt Nürnberg und das Kastenamt Schwabach gemeinsam inne. Grundherren waren das Kastenamt Schwabach (4 Halbhöfe, 1 Viertelhof, 1 Hirtenhaus), die Reichsstadt Nürnberg (Mendelsche Zwölfbrüderhausstiftung: 1 Gut; Landesalmosenamt: 1 Gut; Klaraamt: 1 Halbof, 1 Viertelhof; Schlüsselfelder-Stiftung: 1 Gut; von Haller: 1 Gut; von Scheurl: 1 Höflein) und die Rieterische Stiftungsverwaltung Kornburg (1 Halbhof). Es gab zu dieser Zeit 11 Untertansfamilien.
Von 1797 bis 1808 unterstand der Ort dem Justiz- und Kammeramt Schwabach. Im Rahmen des Gemeindeedikts wurde Krottenbach 1808 dem Steuerdistrikt Reichelsdorf (II. Sektion) und der Ruralgemeinde Deutenbach zugeordnet. Zwei Anwesen unterstanden in der freiwilligen Gerichtsbarkeit bis 1848 dem Patrimonialgericht Mörlach. Am 15. Juni 1922 wurde Krottenbach nach Nürnberg eingemeindet.
1950 fand man in Krottenbach Münzen, die im Jahre 1443 vergraben worden waren.

### Einwohnerentwicklung
| Jahr      | 001818 | 001840 | 001861 | 001871 | 001885 | 001900 |
| Einwohner | 185    | 290    | 199    | 332    | 405    | 531    |
| Häuser    | 25     | 41     |        |        | 53     | 67     |
| Quelle    | [ 10 ] | [ 11 ] | [ 12 ] | [ 13 ] | [ 14 ] | [ 15 ] |

## Religion
Krottenbach ist seit der Reformation evangelisch-lutherisch geprägt und nach St. Georg (Dietersdorf) gepfarrt. Die Einwohner römisch-katholischer Konfession gehören zur Pfarrei Heilige Familie (Nürnberg).

## Baudenkmäler

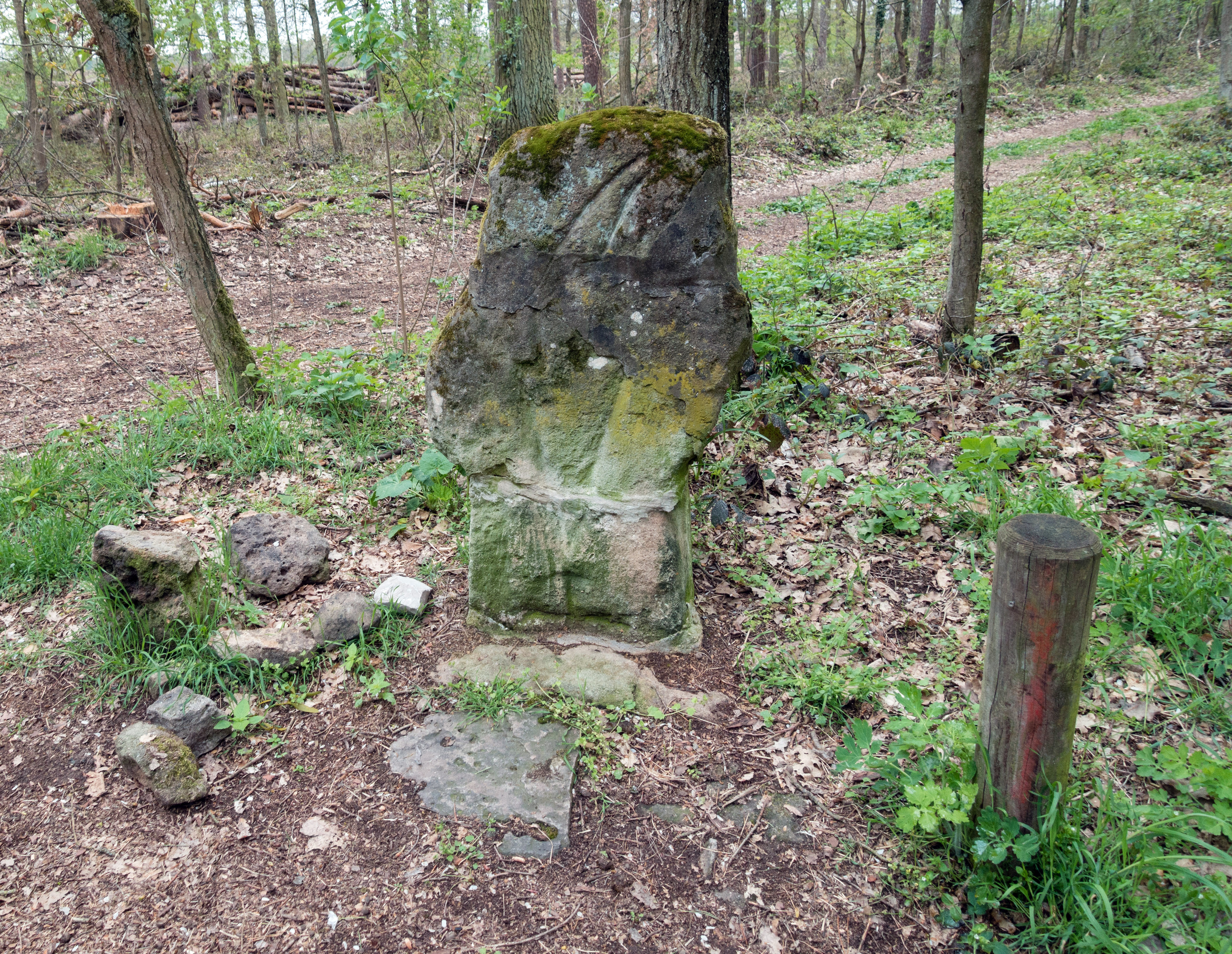
Schusserkreuz

Im Westen befindet sich vom Bayerischen Landesamt für Denkmalpflege ausgewiesene Steinkreuz Schusserkreuz.